# Otoniel
Otoniel ("León de Adonai [Dios]"; en hebreo, Othnîêl), de la tribu de Judá, fue el primer Juez de Israel, hijo de Quenaz quien era hermano menor de Caleb (Josué 15: 17; Jueces 1: 13; 1 Crónicas 4:13).

## Contexto bíblico
Se distinguió por capturar al pueblo de Debir (anteriormente se llamaba Quiriat Séfer o Quiriat-sefer) en Judá de manos de los cananeos. 
Como recompensa recibió como esposa a Acsa, la hija de Caleb, quien el mismo Caleb la había prometido a quien conquistara esa ciudad (Josué 15: 15 - 17; Jueces 1: 11 - 13). Su valor fue demostrado una vez más cuando derrotó a Cusan-risataim, rey de Mesopotamia, quien había oprimido a los israelitas durante 8 años. Su victoria produjo 40 años de paz en el país.
| Predecesor: Josué | Juez de Israel | Sucesor: Aod |